# Raimondo Tominz
Raimondo Tominz (Gorizia, 1822 – Trento, 1906) è stato un botanico ed entomologo italiano.

## Biografia
Figlio secondogenito di Giuseppe, celebre pittore goriziano, Raimondo si dedicò fin da giovanissimo allo studio del pianoforte e alla composizione musicale. Tuttavia, per quanto egli continuasse a dedicarsi alla musica, la notorietà gli deriverà dall'attività di ricerca e sperimentazione, nei campi dell'entomologia e – soprattutto – della botanica, con particolare riferimento alle spermatofite, all'interno del Civico Orto Botanico di Trieste.
Ispettore delle pubbliche piantagioni e presidente della «Società di orticoltura di Trieste», le sue ricerche si concentrarono, nella seconda metà del XIX secolo, sull'allevamento dei bachi da seta, in particolare sul bombice dell'ailanto, che gli valsero diverse segnalazioni internazionali, fra le quali quelle dell'entomologo francese Félix Édouard Guérin-Méneville, a cui peraltro Tominz dedicherà una polka. In tal senso è del 1863 il suo saggio sull'allevamento di Bombix cynthia, un lepidottero della famiglia Saturniidae, cui si affiancherà poco dopo il tentativo di allevamento dell'Antherea yamamai, della medesima famiglia, tutte specie, le predette, originarie dell'estremo oriente e, in particolare, del Giappone.
Nel 1877, Tominz curò la pubblicazione, assieme al botanico Muzio Tommasini, fondatore e nume tutelare dell'Orto botanico triestino, del primo catalogo dell'istituzione, dal titolo Delectus seminum quae Hortus Botanicus tergestinus pro mutua communicatione offert, tuttora esistente, in cui vennero registrate e offerte ad enti analoghi 254 specie di piante. Due anni più tardi, con la morte del Tommasini, gli venne affidata l'amministrazione dell'Orto, che nel 1881 conterà, al suo interno, ben 1273 specie fra piante officinali e peculiari della flora della Venezia Giulia e contermini.
Nel 1903 fu al fianco di Carlo Marchesetti, direttore del Civico Museo di Storia naturale, nella trasformazione, a livello istituzionale, dell'Orto botanico.